# Vorstbestendig
Vorstbestendig wil zeggen dat iets geen schade ondervindt aan de gevolgen van temperaturen onder het vriespunt. 
Bij planten wordt onderscheid gemaakt tussen vorstbestendige en niet vorstbestendige soorten. 
Er zijn plantensoorten die bij lage temperatuur bepaalde suikers aanmaken. De in het celvocht opgeloste suikers verlagen het vriespunt van de cel, waardoor zich geen ijskristallen die de cel lek prikken vormen en de cel ongedeerd blijft. Hierdoor smaken groenten als boerenkool en spruiten zoeter bij vorst.